# Анабель Медіна Вентура
Анабель Медіна Вентура (15 грудня 1996 , Санто-Домінго ) — домініканська легкоатлетка, що спеціалізується на бігу на короткі дистанції, срібна призерка Олімпійських ігор 2020 року.

## Кар'єра
| Рік                                  | Змагання                             | Місце проведення                     | Місце                                | Дисципліна                           | Результат                            | Примітки                             |
| Представник Домініканська Республіка | Представник Домініканська Республіка | Представник Домініканська Республіка | Представник Домініканська Республіка | Представник Домініканська Республіка | Представник Домініканська Республіка | Представник Домініканська Республіка |
| ------------------------------------ | ------------------------------------ | ------------------------------------ | ------------------------------------ | ------------------------------------ | ------------------------------------ | ------------------------------------ |
| 2017                                 | Універсіада                          | Тайбей, Тайвань                      | 11                                   | біг на 200 метрів                    | 23.95                                |                                      |
| 2017                                 | Універсіада                          | Тайбей, Тайвань                      | —                                    | естафета 4×100 метрів                | DSQ                                  |                                      |
| 2021                                 | Олімпійські ігри                     | Токіо, Японія                        | 2                                    | естафета 4×400 метрів, мікст         | 3:10.21                              | NR                                   |